# J:COMアリーナ下関

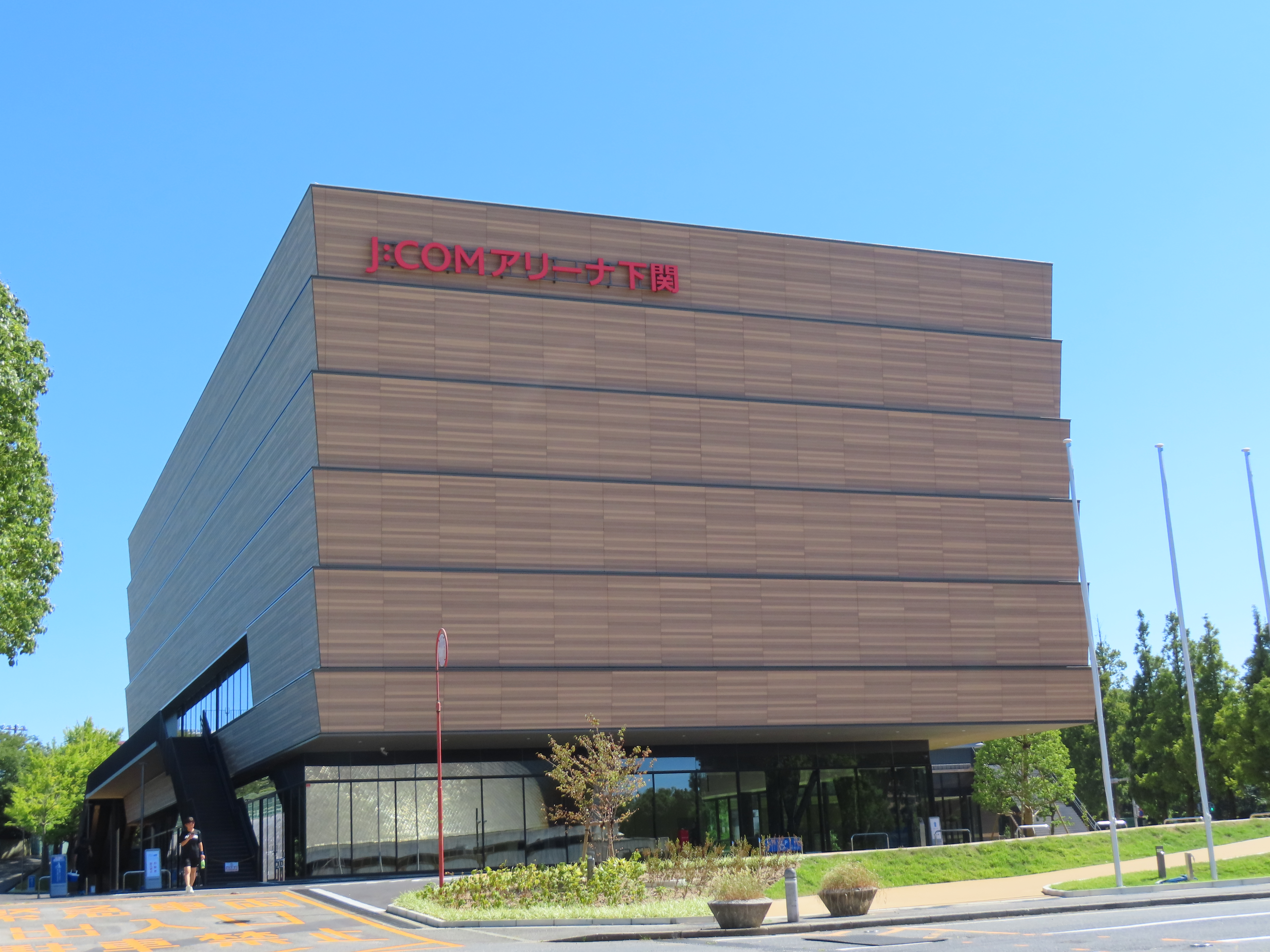
多目的ホール棟

J:COMアリーナ下関（ジェイコムアリーナしものせき）は、山口県下関市向洋町の下関運動公園内に整備された総合体育館（アリーナ）。2024年（令和6年）8月5日にオープンした。市条例等における名称は「下関市総合体育館」（しものせきしそうごうたいいくかん）だが、ネーミングライツにより開場時から「J:COMアリーナ下関」の名称を用いている。

## 概要
下関運動公園内には、1963年に整備された下関市体育館（旧体育館）があったが、老朽化に加え、1981年に改正された建築基準法の新耐震基準に対応するのが難しいことから、下関市が2019年（平成31年）3月に「新総合体育館基本構想」、2020年（令和2年）2月に「新総合体育館基本計画」を策定し、旧体育館に隣接する向洋グラウンド及び相撲場に新たな総合体育館を整備したものである。整備に当たってはPFI事業（BTO方式）での整備手法が採用され、下関市が2021年に総合評価落札方式一般競争入札を実施したところ、三菱HCキャピタル（落札時は日立キャピタル）を代表企業とするコンソーシアム（構成企業：梓設計、大成建設、太平ビルサービス、美津濃 / 協力企業：寿工務店、長野工務店、ミズノスポーツサービス）が92億8377万3497円（消費税等含む）で落札した。コンソーシアムは特別目的会社 (SPC) として「あすも下関株式会社」を設立し、同社が整備・運営管理の事業主体となることとなった。なお、整備事業費用の一部にはボートレース下関の収益金が活用されていることが明言されている。
開場記念イベントとして、2024年8月18日に倖田來未のスペシャルライブとavexの出張型キャリア教育プログラム「avex class」を開催。また、B3.LEAGUE所属の山口パッツファイブが2024-25シーズンからホームゲーム数試合を開催することになっている。

## 施設概要
敷地は国有地（一部市有地）で、メインアリーナ棟と多目的ホール棟の2棟で構成される。
メインアリーナは競技面46m×69m（バスケットボールコート3面相当）に固定席1779席の一般観客席（別に来賓席28席、車椅子席16席、介助者席20席）を備え、1階部分にはせり出し式の観覧席904席を設置することが出来る。壁面に300インチの大型映像装置2面を常設する。エントランスの壁上部には下関市体育館（旧体育館）の屋根材として用いられていたアルミ板が一面に貼られている。
多目的ホールは、競技面24m×46m（バスケットボールコート1面相当）の観客席のないスポーツフロアと多目的室4室を備える。

## 命名権
下関市とのネーミングライツ・パートナーの公募を行ったところ、5者から応募があり、下関市内でケーブルテレビ事業を展開するケーブルネット下関（J:COM 下関）を優先交渉権者に決定した。同社との契約により2024年8月1日よりJ:COMアリーナ下関の名称となっている（契約期間2029年3月31日まで、ネーミングライツ料年額700万円〈税別〉）。

## アクセス
公式サイトの記述に基づく。
- JR下関駅よりサンデン交通バスで約15分、「東駅」バス停下車徒歩約3分、または「市民病院」バス停下車すぐ
- JR下関駅から車で約10分
- 中国自動車道・関門自動車道 下関インターチェンジから車で約10分